# Conceição do Coité
Conceição do Coité is een gemeente in de Braziliaanse deelstaat Bahia. De gemeente telt 62.893 inwoners (schatting 2009).

## Aangrenzende gemeenten
De gemeente grenst aan Araci, Barrocas, Ichu, Retirolândia, Riachão do Jacuípe, Santaluz, Serrinha en Valente.